# Saint-Adrien (Côtes-d'Armor)
Pour les articles homonymes, voir Saint-Adrien.
Saint-Adrien (Saint Rien) [sɛ̃tadʁijɛ̃] est une commune du département des Côtes-d'Armor, dans la région Bretagne, en France.

## Géographie
| Coadout   |              | Ploumagoar  |
| Bourbriac | Saint-Adrien |             |
|           | Plésidy      | Saint-Péver |

### Hydrographie
Pour un article plus général, voir Réseau hydrographique des Côtes-d'Armor.
La commune est située dans le bassin Loire-Bretagne. Elle est drainée par le Trieux, le Toul an Dour et le ruisseau du Sullé,,.
Le Trieux, d'une longueur de 72 km, prend sa source dans la commune de Kerpert et se jette  dans la Manche entre Lézardrieux et Ploubazlanec, après avoir traversé 21 communes.  Les caractéristiques hydrologiques du Trieux sont données par la station hydrologique située sur la commune de Saint-Péver. Le débit moyen mensuel est de 2,69 m3/s. Le débit moyen journalier maximum est de 39,8 m3/s, atteint lors de la crue du 26 janvier 1995. Le débit instantané maximal est quant à lui de 49,7 m3/s, atteint le 28 février 2010.

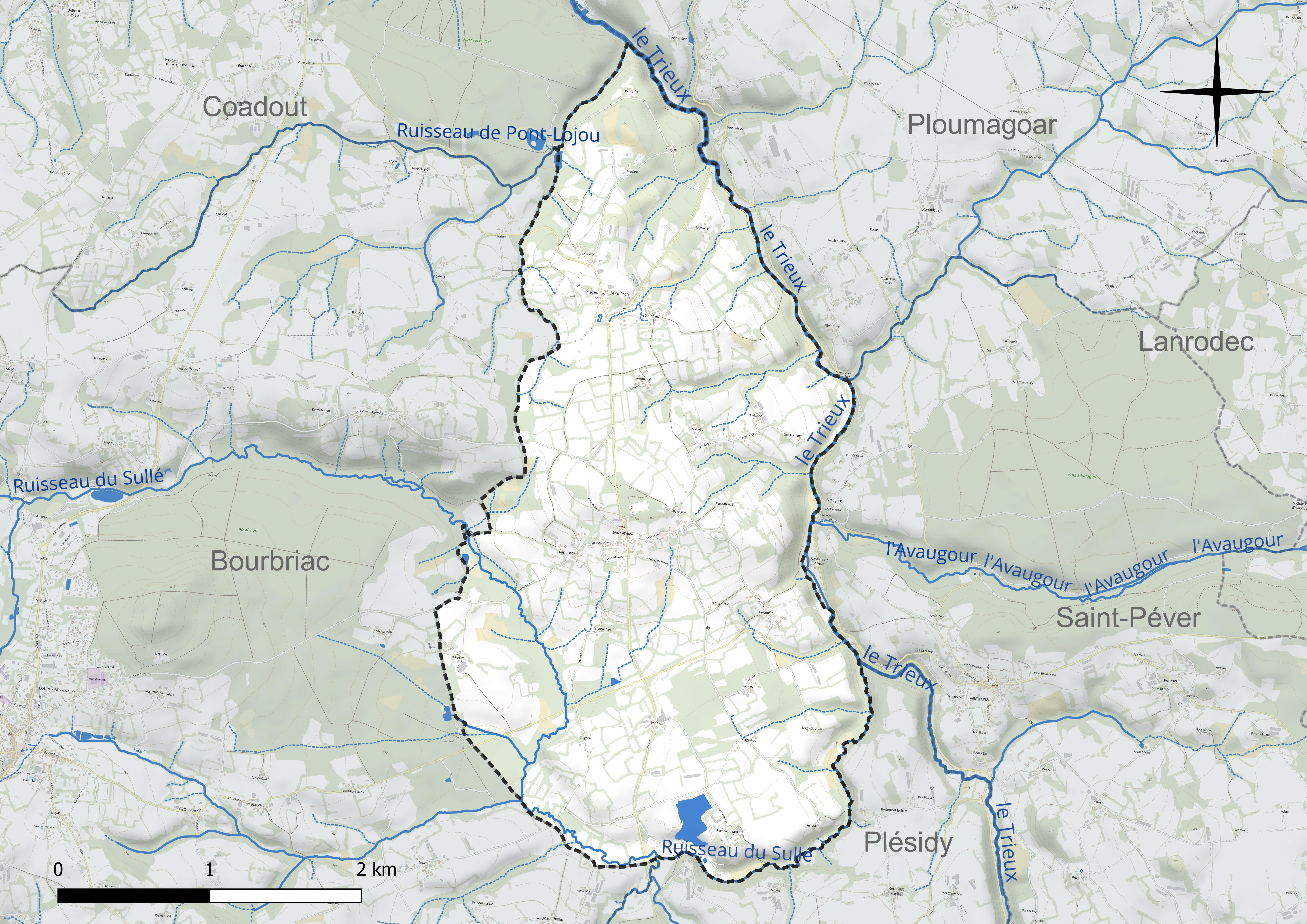
Réseau hydrographique de Saint-Adrien.

Le Toul an Dour, d'une longueur de 12 km, prend sa source dans la commune de Bourbriac et se jette  dans le Trieux sur la commune. 

### Climat
Pour des articles plus généraux, voir Climat de la Bretagne et Climat des Côtes-d'Armor.
En 2010, le climat de la commune est de type climat océanique franc, selon une étude du Centre national de la recherche scientifique s'appuyant sur une série de données couvrant la période 1971-2000. En 2020, Météo-France publie une typologie des climats de la France métropolitaine dans laquelle la commune est exposée à un climat océanique et est dans la région climatique Finistère nord, caractérisée par une pluviométrie élevée, des températures douces en hiver (6 °C), fraîches en été et des vents forts. Parallèlement l'observatoire de l'environnement en Bretagne publie en 2020 un zonage climatique de la région Bretagne, s'appuyant sur des données de Météo-France de 2009. La commune est, selon ce zonage, dans la zone « Intérieur », exposée à un climat médian, à dominante océanique.  
Pour la période 1971-2000, la température annuelle moyenne est de 10,9 °C, avec  une amplitude thermique annuelle de 11,2 °C. Le cumul annuel moyen de précipitations est de 959 mm, avec 15,6 jours de précipitations en janvier et 7,6 jours en juillet. Pour la période 1991-2020, la température moyenne annuelle observée sur la station météorologique la plus proche, située sur la commune de Kerpert à 12 km à vol d'oiseau, est de 10,8 °C et le cumul annuel moyen de précipitations est de 1 088,9 mm,. Pour l'avenir, les paramètres climatiques de la commune estimés pour 2050 selon différents scénarios d'émission de gaz à effet de serre sont consultables sur un site dédié publié par Météo-France en novembre 2022.

## Urbanisme

### Typologie
Au 1er janvier 2024, Saint-Adrien est catégorisée commune rurale à habitat dispersé, selon la nouvelle grille communale de densité à 7 niveaux définie par l'Insee en 2022.
Elle est située hors unité urbaine et hors attraction des villes,.

### Occupation des sols
L'occupation des sols de la commune, telle qu'elle ressort de la base de données européenne d’occupation biophysique des sols Corine Land Cover (CLC), est marquée par l'importance des territoires agricoles (81,9 % en 2018), en augmentation par rapport à 1990 (77,3 %). La répartition détaillée en 2018 est la suivante : 
zones agricoles hétérogènes (77,3 %), forêts (15,5 %), terres arables (4,5 %), mines, décharges et chantiers (2,6 %). L'évolution de l’occupation des sols de la commune et de ses infrastructures peut être observée sur les différentes représentations cartographiques du territoire : la carte de Cassini (XVIIIe siècle), la carte d'état-major (1820-1866) et les cartes ou photos aériennes de l'IGN pour la période actuelle (1950 à aujourd'hui).

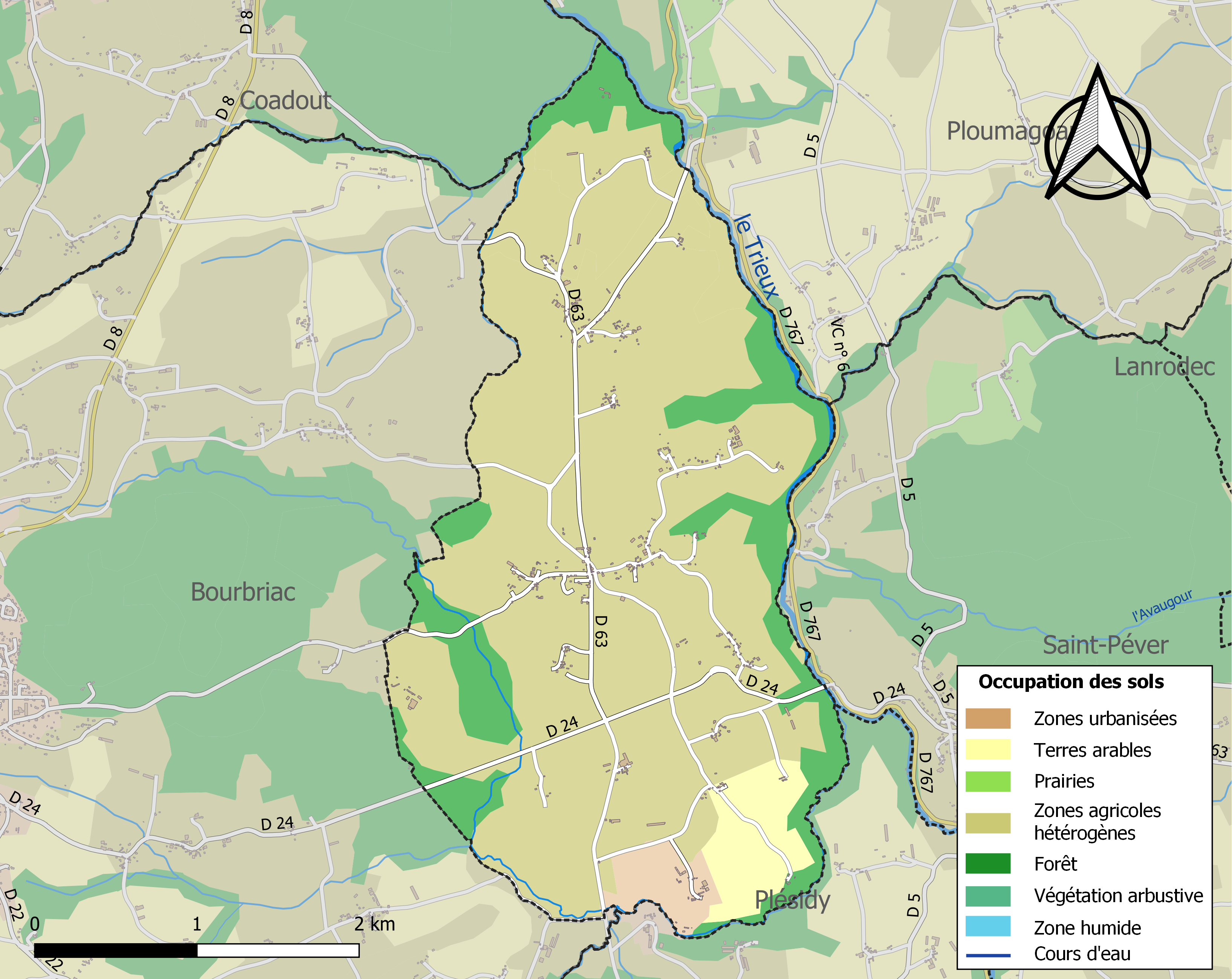
Carte des infrastructures et de l'occupation des sols de la commune en 2018 (CLC).

## Toponymie
Le nom de la localité est attesté sous les formes parochia de Saint Rien en 1393, Saint-Derien en 1543, Saint Drien en 1581, Saint Adrien en 1682.
Saint-Adrien vient de Saint-Rien, nom d'un personnage, semble-t-il, attesté sur l'île de Bréhat en un lieu nommé Sanctus Rihen en 1181 (Saint Rion). Le vocable Saint-Rien est devenu d'abord Saint-Drien (vers 1581) puis Saint-Adrien en 1682.

## Histoire

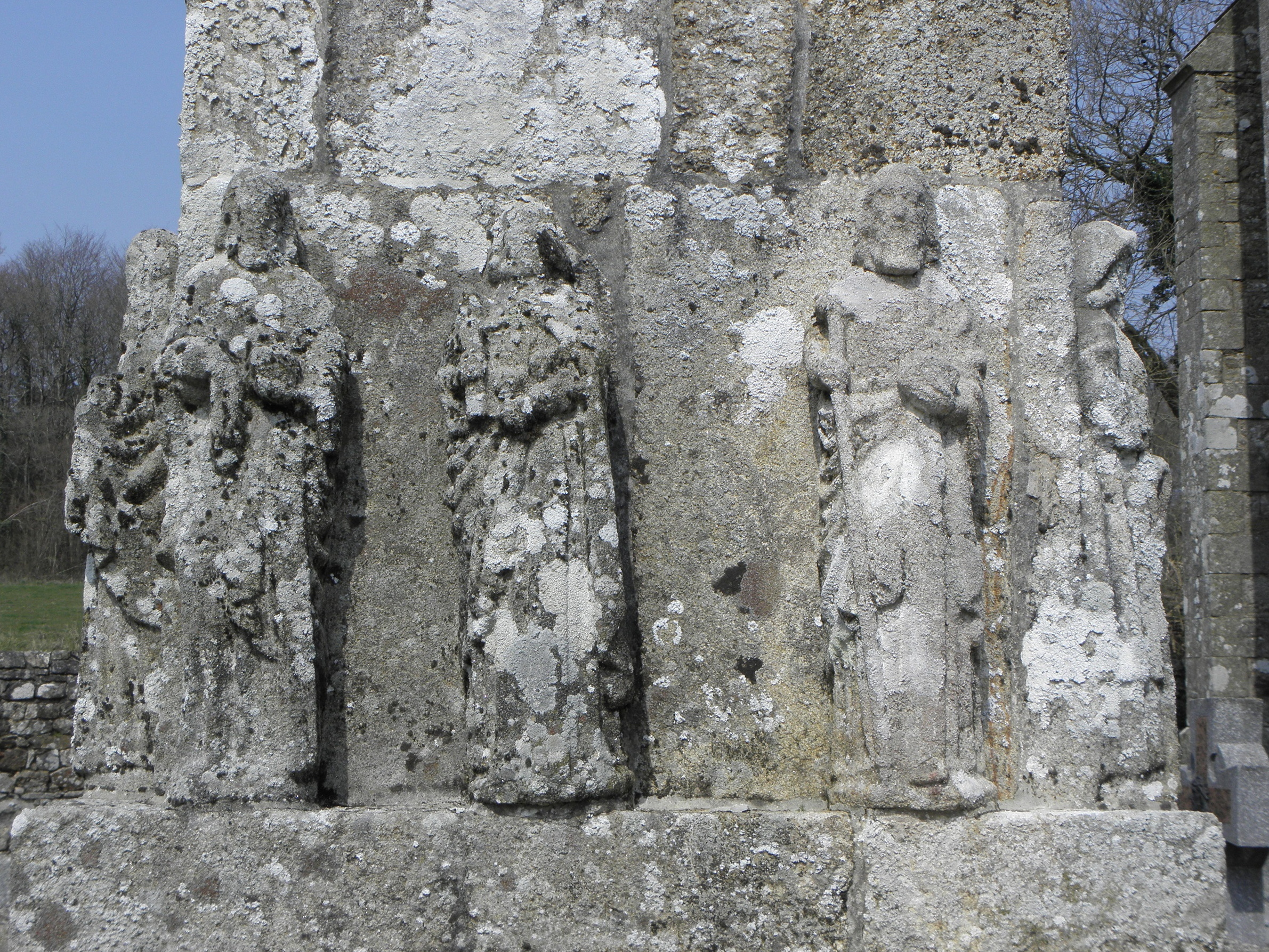
Croix du cimetière de Saint-Adrien.

Le village est traversé d'une ancienne voie gallo-romaine qui commençait du nord du département jusqu'à Vorgium. Au cours de la Révolution française, la commune porta provisoirement le nom de Montrieux; elle reste républicaine et laïque depuis le XIXe siècle, à l'instar de Plésidy (lieu du maquis de Coat-Malouen durant la Seconde Guerre Mondiale). Le château de Kerauffret au Magouarou appartenait à la famille du général La Fayette qui fit construire l'église plusieurs fois sur l'emplacement d'une église romane primitive du XIIe siècle dont quelques éléments furent réutilisés sur l'édifice contemporain. Le village était auparavant un hameau de Bourbriac. Le village possède de nombreux chemins creux et un cadre préservé et remarquable. Une statue gallo-romaine du dieu gréco-romain Mercure fut trouvée par hasard dans un champ non loin du bourg, près de la route romaine entre Plésidy et Saint Adrien, il ne reste plus que le bas du corps, témoignant de l’ancienneté de l'occupation humaine dans ces environs. Il n'existe qu'une seule école à Saint Adrien, école publique.

### XXesiècle

#### Guerres duXXesiècle

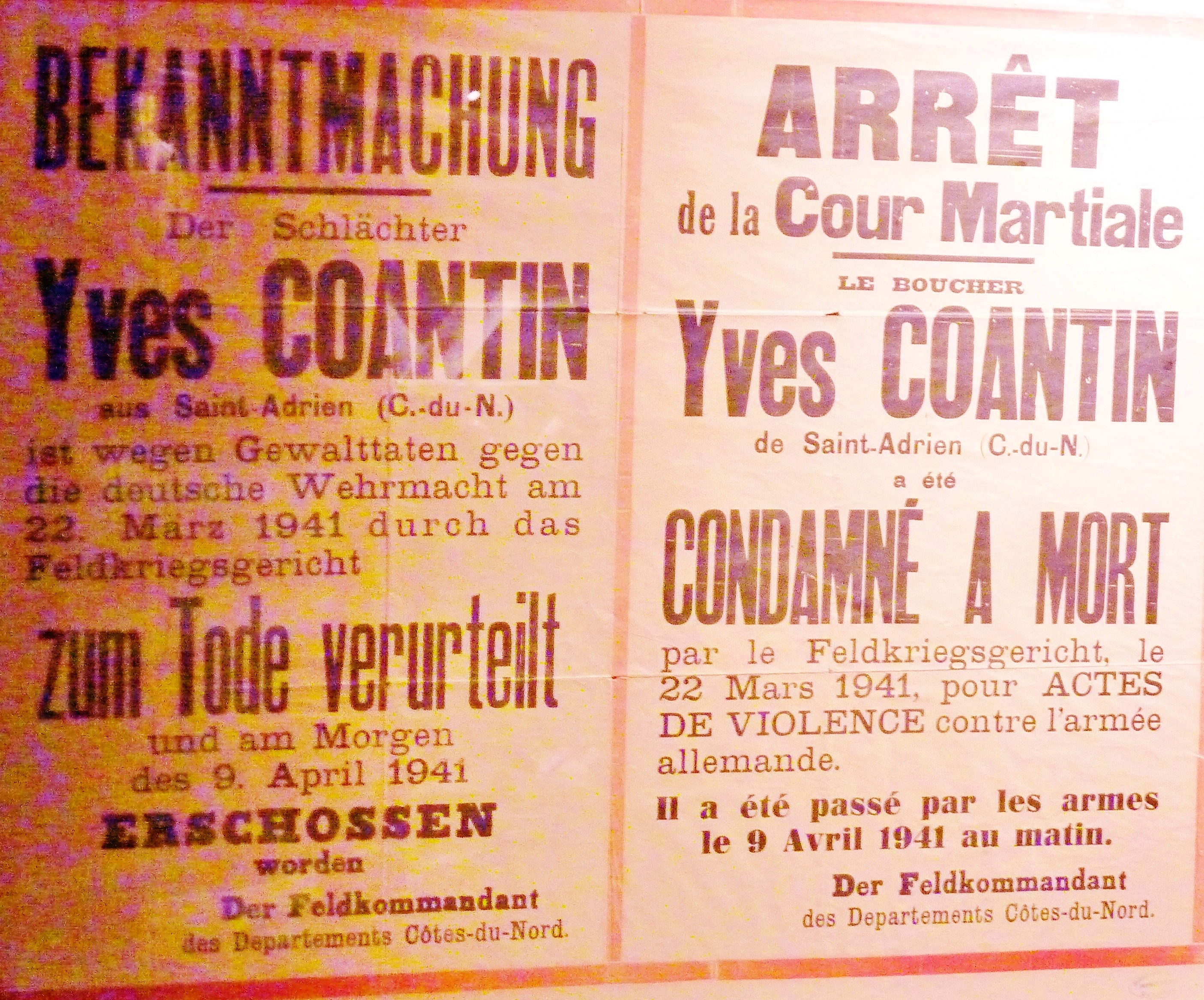
Affiche bilingue allemand-français des autorités allemandes d'occupation annonçant la condamnation à mort et l'exécution d'Yves Coantin le 9 avril 1941 (Musée de la Résistance bretonne de Saint-Marcel).

Le monument aux morts porte les noms des 49 soldats morts pour la France :
- 44 sont morts durant la Première Guerre mondiale ;
- 4 sont morts durant la Seconde Guerre mondiale, dont le résistant Yves Coantin[24] ;
- 1 est mort durant la guerre d'Indochine.

## Politique et administration
| Période                                  | Période                      | Identité             | Étiquette | Qualité                                                                                        |
| ---------------------------------------- | ---------------------------- | -------------------- | --------- | ---------------------------------------------------------------------------------------------- |
| Les données manquantes sont à compléter. |                              |                      |           |                                                                                                |
| ?                                        | ?                            | Jean Salaün          |           |                                                                                                |
| mars 1930                                | ?                            | Guillaume Guégan     |           |                                                                                                |
| ?                                        | mai 1953                     | Yves Raoult          |           |                                                                                                |
| mai 1953                                 | mars 1965                    | Jean Hamon           |           |                                                                                                |
| mars 1965                                | mars 1971                    | Yves Le Roux         |           |                                                                                                |
| mars 1971                                | mars 1977                    | Louis Hamon          |           | Adjoint au maire (1966 → 1971)                                                                 |
| mars 1977                                | juin 1995                    | Joseph Gautier       |           |                                                                                                |
| juin 1995                                | avril 2014                   | Thierry Le Guevellou | DVG       | Instituteur et directeur d'école 2e vice-président de la CC du Pays de Bourbriac (2001 → 2008) |
| avril 2014                               | juillet 2014                 | Yves Lachater        | DVG       | Retraité de l'enseignement                                                                     |
| juillet 2014                             | septembre 2014               | Régis Lavenant       |           | Maire par intérim                                                                              |
| septembre 2014                           | En cours (au 4 juillet 2020) | Yves Lachater        | DVG       | Retraité de l'enseignement                                                                     |

## Démographie
L'évolution du nombre d'habitants est connue à travers les recensements de la population effectués dans la commune depuis 1793. Pour les communes de moins de 10 000 habitants, une enquête de recensement portant sur toute la population est réalisée tous les cinq ans, les populations de référence des années intermédiaires étant quant à elles estimées par interpolation ou extrapolation. Pour la commune, le premier recensement exhaustif entrant dans le cadre du nouveau dispositif a été réalisé en 2007.

En 2022, la commune comptait 367 habitants, en évolution de +3,09 % par rapport à 2016 (Côtes-d'Armor : +1,78 %, France hors Mayotte : +2,11 %).
| 1793 | 1800 | 1806 | 1821 | 1831 | 1836 | 1841 | 1846 | 1851 |
| ---- | ---- | ---- | ---- | ---- | ---- | ---- | ---- | ---- |
| 668  | 567  | 441  | 598  | 771  | 607  | 624  | 658  | 660  |

| 1856 | 1861 | 1866 | 1872 | 1876 | 1881 | 1886 | 1891 | 1896 |
| ---- | ---- | ---- | ---- | ---- | ---- | ---- | ---- | ---- |
| 625  | 667  | 663  | 676  | 667  | 674  | 660  | 633  | 647  |

| 1901 | 1906 | 1911 | 1921 | 1926 | 1931 | 1936 | 1946 | 1954 |
| ---- | ---- | ---- | ---- | ---- | ---- | ---- | ---- | ---- |
| 650  | 652  | 660  | 606  | 560  | 512  | 510  | 393  | 348  |

| 1962 | 1968 | 1975 | 1982 | 1990 | 1999 | 2006 | 2007 | 2012 |
| ---- | ---- | ---- | ---- | ---- | ---- | ---- | ---- | ---- |
| 371  | 310  | 293  | 307  | 306  | 301  | 318  | 320  | 358  |

| 2017 | 2022 | - | - | - | - | - | - | - |
| ---- | ---- | - | - | - | - | - | - | - |
| 353  | 367  | - | - | - | - | - | - | - |

## Lieux et monuments

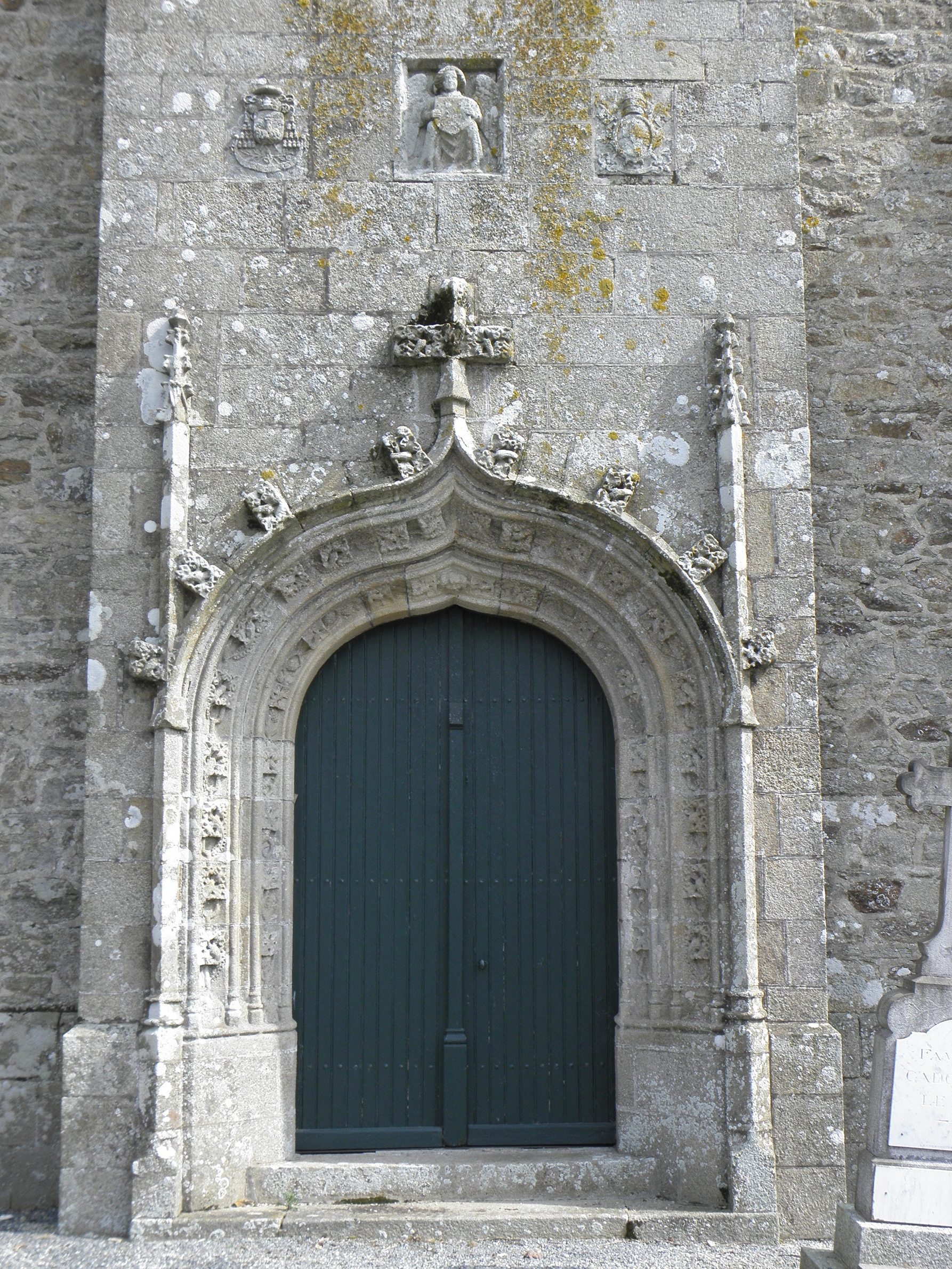
Porte de la façade occidentale de l'église Saint-Rion et Saint-Adrien.

- Croix du cimetière de Saint-Adrien, inscrite au titre des monuments historiques par arrêté du 22 février 1927[31].
- Manoir de Kerauffret[21]
- Chapelle et manoir du Lézard (ancienne trêve de Bourbriac)
- Église de Saint-Adrien.
- Restes de statue gallo-romaine du dieu Hermès/Mercure (près de la mairie)
- Parimoine bâti et flore riche et préservé.
- Le tumulus de Run-Bras[32] ou Brun Vraz (âge du bronze)
- La chevrerie de Saint-Adrien
- Le pont Gaulois